# AA Alvorada
AA Alvorada is een Braziliaanse voetbalclub uit Alvorada in de staat Tocantins.

## Geschiedenis
De club werd opgericht in 1993. De club speelde van dat jaar tot 2008 met enkele onderbrekingen in het Campeonato Tocantinense en werd in 1998 staatskampioen. Hierna mocht de club deelnemen aan de Série C waar ze meteen uitgeschakeld werden. Datzelfde jaar nam de club ook deel aan de Copa do Brasil en werd daar meteen gewipt door topclub Atlético Mineiro.

## Erelijst
Campeonato Tocantinense
1998